# الگرنون چارلز سوینبرن
الگرنون چارلز سوینبرن، (به انگلیسی: Algernon Charles Swinburne) نقاد، نویسنده، نمایشنامه‌نویس و شاعر انگلیسی (زاده ۵ آوریل ۱۸۳۷- ۱۰ آوریل ۱۹۰۹) می‌باشد. هم چنین وی در نوشتن یازدهمین شماره دانشنامه بریتانیکا که معروف نیز بوده، همکاری داشته و نامزد دریافت جایزه نوبل در سال‌های ۱۹۰۳، ۱۹۰۷ و ۱۹۰۹ بوده‌است.

سوینبرن در یک خانواده پرجمعیت در لندن زاده شده و بزرگترین فرزند از شش فرزند کاپیتان و سپس دریادار چارلز هنری سوینبرن بود.